# Peniophora
Peniophora is een geslacht van schimmels behorend tot de familie Peniophoraceae. De typesoort is Peniophora quercina  (Pers.) Cooke 1879.  

## Soorten
Volgens Index Fungorum telt het geslacht 174 soorten (peildatum maart 2023):
| Soortnaam                                            | Auteur(s)                              | Publicatiejaar |
| ---------------------------------------------------- | -------------------------------------- | -------------- |
| Peniophora adjacens                                  | Boidin, Lanq. & Gilles                 | 1991           |
| Peniophora admirabilis                               | Burt                                   | 1926           |
| Peniophora alba                                      | Burt                                   | 1926           |
| Peniophora albobadia                                 | (Schwein.) Boidin                      | 1961           |
| Peniophora albofarcta                                | Burt                                   | 1926           |
| Peniophora albugo                                    | Burt                                   | 1926           |
| Peniophora amaniensis                                | Henn.                                  | 1904           |
| Peniophora amazonica                                 | Ryvarden & M.A. de Jesus               | 2014           |
| Peniophora ambiens                                   | Rick                                   | 1959           |
| Peniophora arachnoidea                               | Burt                                   | 1926           |
| Peniophora argentea                                  | Ellis & Everh. ex Burt                 | 1926           |
| Peniophora argentinensis                             | (Speg.) Sacc. & Traverso               | 1912           |
| Peniophora asperipilata                              | Burt                                   | 1926           |
| Peniophora aurantiaca                                | (Bres.) Höhn. & Litsch.                | 1906           |
| Peniophora avellanea                                 | (Bres.) Höhn. & Litsch.                | 1908           |
| Peniophora bartholomaei                              | Peck                                   | 1908           |
| Peniophora bicornis                                  | Hjortstam & Ryvarden                   | 1984           |
| Peniophora boidinii                                  | D.A. Reid                              | 1965           |
| Peniophora bonariensis                               | C.E. Gómez                             | 1976           |
| Peniophora borbonica                                 | Boidin & Gilles                        | 2000           |
| Peniophora bruneiensis                               | Hjortstam                              | 1998           |
| Peniophora caesalpiniae                              | Henn.                                  | 1908           |
| Peniophora calcea                                    | Romell                                 | 1932           |
| Peniophora canadensis                                | Burt                                   | 1926           |
| Peniophora carnea                                    | (Berk. & Cooke) Cooke                  | 1879           |
| Peniophora carneorosea                               | (Rick) Baltazar & Rajchenb.            | 2016           |
| Peniophora ceracea                                   | Petch                                  | 1924           |
| Peniophora cinerea (Asgrauwe schorszwam)             | (Pers.) Cooke                          | 1879           |
| Peniophora citrinella                                | (Berk. & M.A. Curtis) Burt             | 1926           |
| Peniophora coccinea                                  | Höhn. & Litsch.                        | 1908           |
| Peniophora coffeae                                   | Zimm.                                  | 1901           |
| Peniophora colorea                                   | Burt                                   | 1926           |
| Peniophora confusa                                   | C.E. Gómez                             | 1976           |
| Peniophora conspersa                                 | (Rick) Baltazar & Rajchenb.            | 2016           |
| Peniophora coprosmae                                 | G. Cunn.                               | 1955           |
| Peniophora corsica                                   | Höhn. & Litsch.                        | 1906           |
| Peniophora costata                                   | (Rick) Rick                            | 1960           |
| Peniophora crassitunicata                            | Boidin, Lanq. & Gilles                 | 1991           |
| Peniophora crustosa                                  | Cooke                                  | 1879           |
| Peniophora cystidendroides                           | Rick                                   | 1959           |
| Peniophora decidua                                   | Petch                                  | 1925           |
| Peniophora decolorans                                | Rick                                   | 1959           |
| Peniophora decorticans                               | Burt                                   | 1926           |
| Peniophora dipyrenosperma                            | Boidin & Gilles                        | 2000           |
| Peniophora discoidea                                 | Henn.                                  | 1900           |
| Peniophora disparens                                 | Rick                                   | 1959           |
| Peniophora duplex                                    | Burt                                   | 1926           |
| Peniophora elaeidis                                  | Boidin, Lanq. & Gilles                 | 1991           |
| Peniophora ericina                                   | Bourdot                                | 1910           |
| Peniophora erikssonii (Elzenschorszwam)              | Boidin                                 | 1957           |
| Peniophora excurrens                                 | Petch                                  | 1925           |
| Peniophora exima                                     | H.S. Jacks. & Dearden                  | 1951           |
| Peniophora farinacea                                 | Bourdot & Galzin                       | 1928           |
| Peniophora farlowii                                  | Burt                                   | 1926           |
| Peniophora fasticata                                 | Boidin & Lanq.                         | 1995           |
| Peniophora fimbriata                                 | Ranoj.                                 | 1910           |
| Peniophora firma                                     | Burt                                   | 1926           |
| Peniophora fissilis                                  | Boidin, Lanq. & Gilles                 | 1991           |
| Peniophora fissoreticulata                           | Petch                                  | 1925           |
| Peniophora flammea                                   | Burt                                   | 1926           |
| Peniophora formosana                                 | Sheng H. Wu                            | 2007           |
| Peniophora fracta                                    | Petch                                  | 1924           |
| Peniophora frangulae                                 | (Bres.) Bourdot & Galzin               | 1928           |
| Peniophora fulvissima                                | Boidin & Gilles                        | 2001           |
| Peniophora fulvocinerea                              | Popoff & J.E. Wright                   | 2003           |
| Peniophora fumigata                                  | (Thüm.) Höhn. & Litsch.                | 1907           |
| Peniophora gabonensis                                | Boidin, Lanq. & Gilles                 | 1991           |
| Peniophora gelatinosula                              | Rick                                   | 1959           |
| Peniophora gilbertsonii                              | Boidin                                 | 1994           |
| Peniophora gomezii                                   | Baltazar & Rajchenb.                   | 2016           |
| Peniophora grisea                                    | Rick                                   | 1959           |
| Peniophora guadelupensis                             | Boidin & Lanq.                         | 1991           |
| Peniophora halimi                                    | Boidin & Lanq.                         | 1974           |
| Peniophora hallenbergii                              | Samita & Dhingra                       | 2014           |
| Peniophora hilitzeri                                 | Pilát                                  | 1937           |
| Peniophora incarnata (Oranjerode schorszwam)         | (Pers.) P. Karst.                      | 1889           |
| Peniophora indica                                    | K.S. Thind & S.S. Rattan               | 1974           |
| Peniophora investiens                                | Burt                                   | 1926           |
| Peniophora irregularis                               | Burt                                   | 1926           |
| Peniophora isabellina                                | Burt                                   | 1926           |
| Peniophora junipericola                              | J. Erikss.                             | 1950           |
| Peniophora kalchbrenneri                             | (Massee) Höhn. & Litsch.               | 1906           |
| Peniophora kauffmanii                                | Burt                                   | 1926           |
| Peniophora laeta (Haagbeukschorszwam)                | (Fr.) Donk                             | 1957           |
| Peniophora laminata                                  | Burt                                   | 1926           |
| Peniophora laurentii                                 | S. Lundell                             | 1946           |
| Peniophora laxitexta                                 | C.E. Gómez                             | 1976           |
| Peniophora lilacea                                   | Bourdot & Galzin                       | 1913           |
| Peniophora limitata (Essenschorszwam)                | (Chaillet ex Fr.) Cooke                | 1879           |
| Peniophora limonia                                   | Burt                                   | 1926           |
| Peniophora lithargyrina                              | Bourdot & Galzin                       | 1928           |
| Peniophora livescens                                 | Bres.                                  | 1911           |
| Peniophora lutea                                     | Rick                                   | 1959           |
| Peniophora lycii (Berijpte schorszwam)               | (Pers.) Höhn. & Litsch.                | 1907           |
| Peniophora macrocystidiata                           | Hallenb.                               | 1978           |
| Peniophora malaiensis                                | Boidin, Lanq. & Gilles                 | 1991           |
| Peniophora malenconii                                | Boidin & Lanq.                         | 1977           |
| Peniophora manshurica                                | Parmasto                               | 1987           |
| Peniophora media                                     | (Bourdot & Galzin) Weresub             | 1961           |
| Peniophora meridionalis                              | Boidin                                 | 1958           |
| Peniophora metuloidea                                | Ghob.-Nejh. & Yurchenko                | 2012           |
| Peniophora mimica                                    | P. Karst.                              | 1905           |
| Peniophora miniata                                   | Burt                                   | 1926           |
| Peniophora molesta                                   | Boidin, Lanq. & Gilles                 | 1991           |
| Peniophora monticola                                 | Boidin, Lanq. & Gilles                 | 1991           |
| Peniophora multicolor                                | Rick                                   | 1959           |
| Peniophora multicystidiata                           | C.E. Gómez                             | 1976           |
| Peniophora muscorum                                  | (J. Schröt.) Höhn.                     | 1905           |
| Peniophora niphodes                                  | (Pat.) Sacc. & Trotter                 | 1925           |
| Peniophora nuda (Roodgrijze schorszwam)              | (Fr.) Bres.                            | 1897           |
| Peniophora odorata                                   | (P. Karst.) Burt                       | 1926           |
| Peniophora ovalispora                                | Boidin, Lanq. & Gilles                 | 1991           |
| Peniophora oxydata                                   | (Rick) Rick                            | 1959           |
| Peniophora parvocystidiata                           | Boidin & Lanq.                         | 1991           |
| Peniophora peckii                                    | Burt                                   | 1926           |
| Peniophora perexigua                                 | H.S. Jacks.                            | 1948           |
| Peniophora piceae (Zilversparschorszwam)             | (Pers.) J. Erikss.                     | 1950           |
| Peniophora pilatiana                                 | Pouzar & Svrček                        | 1953           |
| Peniophora pini (Roze dennenschorszwam)              | (Schleich. ex DC.) Boidin              | 1956           |
| Peniophora pithya (Arduinschorszwam)                 | (Pers.) J. Erikss.                     | 1950           |
| Peniophora poincianae                                | (Pat.) Sacc. & Trotter                 | 1925           |
| Peniophora polygonia (Roze populierenschorszwam)     | (Pers.) Bourdot & Galzin               | 1928           |
| Peniophora proxima                                   | Bres.                                  | 1913           |
| Peniophora pruinata                                  | (Berk. & M.A. Curtis) Burt             | 1926           |
| Peniophora pseudonuda                                | Hallenb.                               | 1980           |
| Peniophora pseudopini                                | Weresub & I.A.S. Gibson                | 1960           |
| Peniophora pseudoversicolor (Bonte schorszwam)       | Boidin                                 | 1965           |
| Peniophora puberula                                  | Sacc.                                  | 1891           |
| Peniophora pusilla                                   | H.S. Jacks.                            | 1948           |
| Peniophora quercina (Paarse eikenschorszwam)         | (Pers.) Cooke                          | 1879           |
| Peniophora reidii                                    | Boidin & Lanq.                         | 1983           |
| Peniophora rhodocarpa                                | Rehill & B.K. Bakshi                   | 1965           |
| Peniophora rhodochroa                                | Bres.                                  | 1925           |
| Peniophora robusta                                   | Parmasto                               | 1968           |
| Peniophora rudis                                     | Sacc. & Trotter                        | 1925           |
| Peniophora rufa (Gelatineuze schorszwam)             | (Fr.) Boidin                           | 1958           |
| Peniophora rufomarginata (Lindeschorszwam)           | (Pers.) Bourdot & Galzin               | 1913           |
| Peniophora scintillans                               | G. Cunn.                               | 1955           |
| Peniophora separans                                  | Burt                                   | 1926           |
| Peniophora septentrionalis                           | Laurila                                | 1939           |
| Peniophora seymouriana                               | Burt                                   | 1926           |
| Peniophora simulans                                  | D.A. Reid                              | 1969           |
| Peniophora sordidella                                | Höhn. & Litsch.                        | 1906           |
| Peniophora sordidissima                              | (Rick) Rick                            | 1959           |
| Peniophora spathulata                                | Sang H. Lin & Z.C. Chen                | 1990           |
| Peniophora sphaerocystidiata                         | Burds. & Nakasone                      | 1983           |
| Peniophora stratosa                                  | Petch                                  | 1925           |
| Peniophora subavellanea                              | Henn.                                  | 1908           |
| Peniophora subcarneola                               | Rick                                   | 1959           |
| Peniophora subdiscolor                               | (Rick) Rick                            | 1959           |
| Peniophora subgigaspora                              | Rick                                   | 1959           |
| Peniophora subglebulosa                              | Höhn. & Litsch.                        | 1907           |
| Peniophora subpirispora                              | Boidin & Cavet                         | 1997           |
| Peniophora subsalmonea                               | Boidin, Lanq. & Gilles                 | 1991           |
| Peniophora subsulphurea                              | (P. Karst.) Höhn. & Litsch.            | 1906           |
| Peniophora subtilis                                  | (J. Schröt.) Höhn. & Litsch.           | 1906           |
| Peniophora suecica                                   | Litsch.                                | 1941           |
| Peniophora tabacina                                  | Burt                                   | 1926           |
| Peniophora taiwanensis                               | Sheng H. Wu                            | 2003           |
| Peniophora tamaricicola                              | Boidin & Malençon                      | 1961           |
| Peniophora taraguiensis                              | Popoff & J.E. Wright                   | 1994           |
| Peniophora taxodii                                   | Burt                                   | 1926           |
| Peniophora tenella                                   | Burt                                   | 1926           |
| Peniophora tenuissima                                | Peck                                   | 1912           |
| Peniophora texana                                    | Burt                                   | 1926           |
| Peniophora thujae                                    | Burt                                   | 1926           |
| Peniophora trigonosperma                             | Boidin, Lanq. & Gilles                 | 1983           |
| Peniophora vernicosa                                 | Ellis & Everh. ex Burt                 | 1926           |
| Peniophora versicolor (Veranderlijke schorszwam)     | (Bres.) Sacc. & P. Syd.                | 1902           |
| Peniophora versiformis                               | (Berk. & M.A. Curtis) Bourdot & Galzin | 1928           |
| Peniophora violaceolivida (Grauwviolette schorszwam) | (Sommerf.) Massee                      | 1890           |
| Peniophora viridis                                   | (Preuss) Bres.                         | 1928           |
| Peniophora wallacei                                  | Gorjón                                 | 2012           |
| Peniophora zonata                                    | Burt                                   | 1926           |